# Lac des Gloriettes

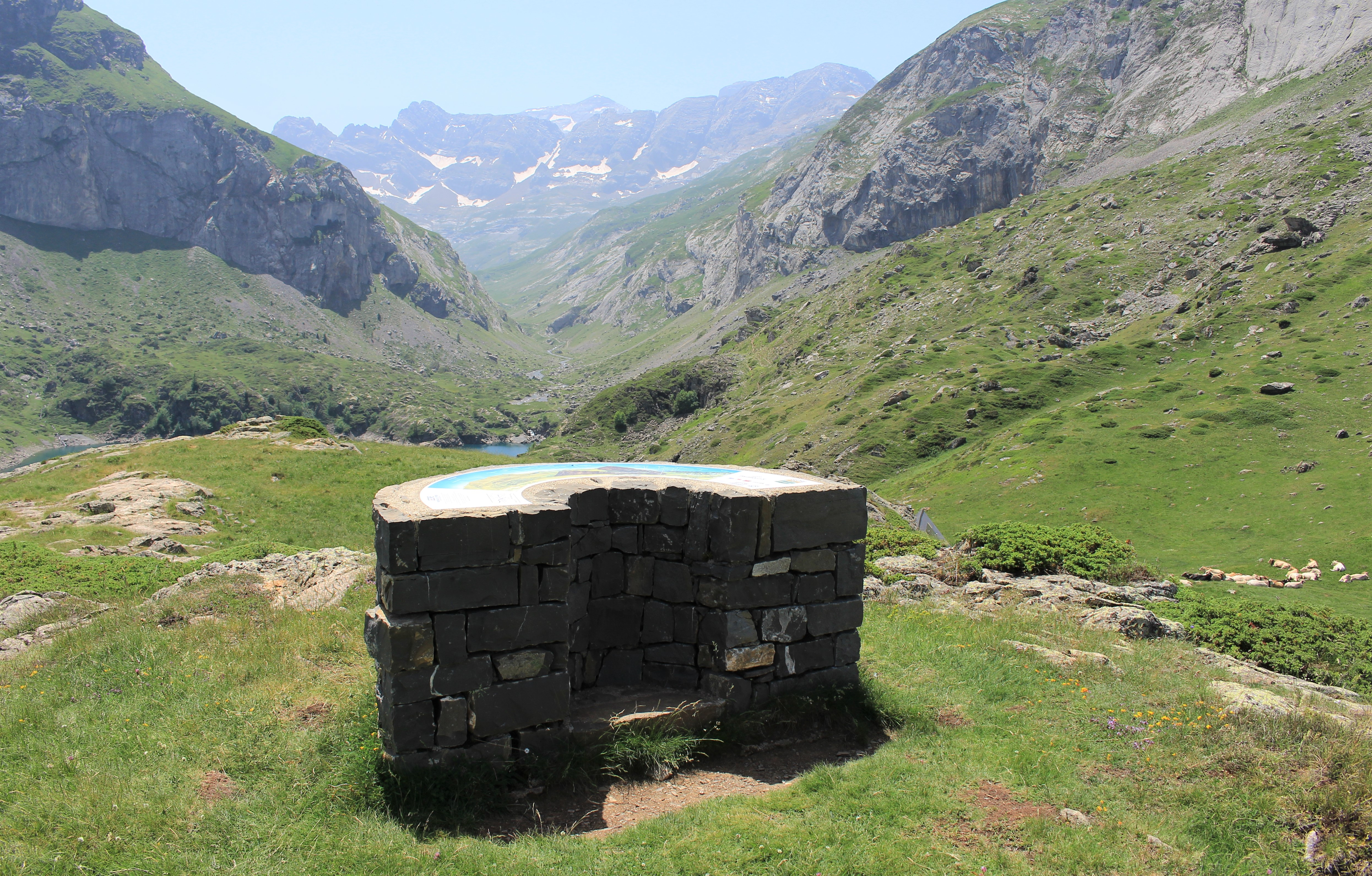
La table d'orientation du lac.

Le lac des Gloriettes est un lac de barrage de la chaîne de montagnes des Pyrénées françaises situé dans le département des Hautes-Pyrénées de la région Occitanie.
Le lac a une superficie de 12,0 ha pour une profondeur de 43 m .

## Géographie
Le lac se trouve sur le territoire de la commune de Gavarnie-Gèdre,.

### Topographie
| Vallée de Gavarnie Gèdre | Gave de Héas       | Montagne de Campbieil (3 173 m) |
| Pic de Larrue (2 597 m)  | lac des Gloriettes | Cirque de Troumouse             |
| Pic du Piméné (2 801 m)  | Cirque d'Estaubé   | Auberge du Maillet              |

### Hydrographie
Le lac a pour émissaire le Gave d'Estaubé qui se jette dans le Gave de Héas.

### Géologie
Le lac des Gloriettes est lac de barrage qui surélève un lac glaciaire de montagne, dont la formation se passe en trois étapes majeures :
1) À l'Éocène vers −40 Ma se forme la chaîne des Pyrénées à la suite de la remontée vers le nord de la plaque africaine qui entraîne avec elle la plaque ibérique. Cette dernière glisse alors sous la plaque eurasiatique située plus au nord, ce qui entraîne le plissement, le relèvement et le charriage des couches géologiques de la croûte terrestre,.
2) À partir du Pliocène puis surtout du Pléistocène, de −5 Ma à −10 000 ans, un refroidissement général du climat entraîne la formation de glaciers et d'une érosion glaciaire (vallées, cirques, moraines, ombilics, etc) dans toute la chaîne des Pyrénées.
3) Depuis l'Holocène, à partir de −10 000 ans, un redoux climatique entraîne la disparition des glaciers et la formation dans leur sillage de nombreux lacs glaciaires qui sont de deux sortes, :
- le lac de verrou qui se forme dans un ombilic glaciaire formant un creux naturel et terminé par un verrou glaciaire rocheux.
- le lac de moraine qui se forme derrière une moraine agissant comme un barrage naturel.

## Protection environnementale
Le lac fait partie d'une zone naturelle protégée, classée ZNIEFF de type 1: Cirques d’Estaubé, de Gavarnie et de Troumouse et de type 2 : Haute vallée du gave de Pau : Vallées de Gèdre et Gavarnie.

## Galerie

Sélection de vues du lac.
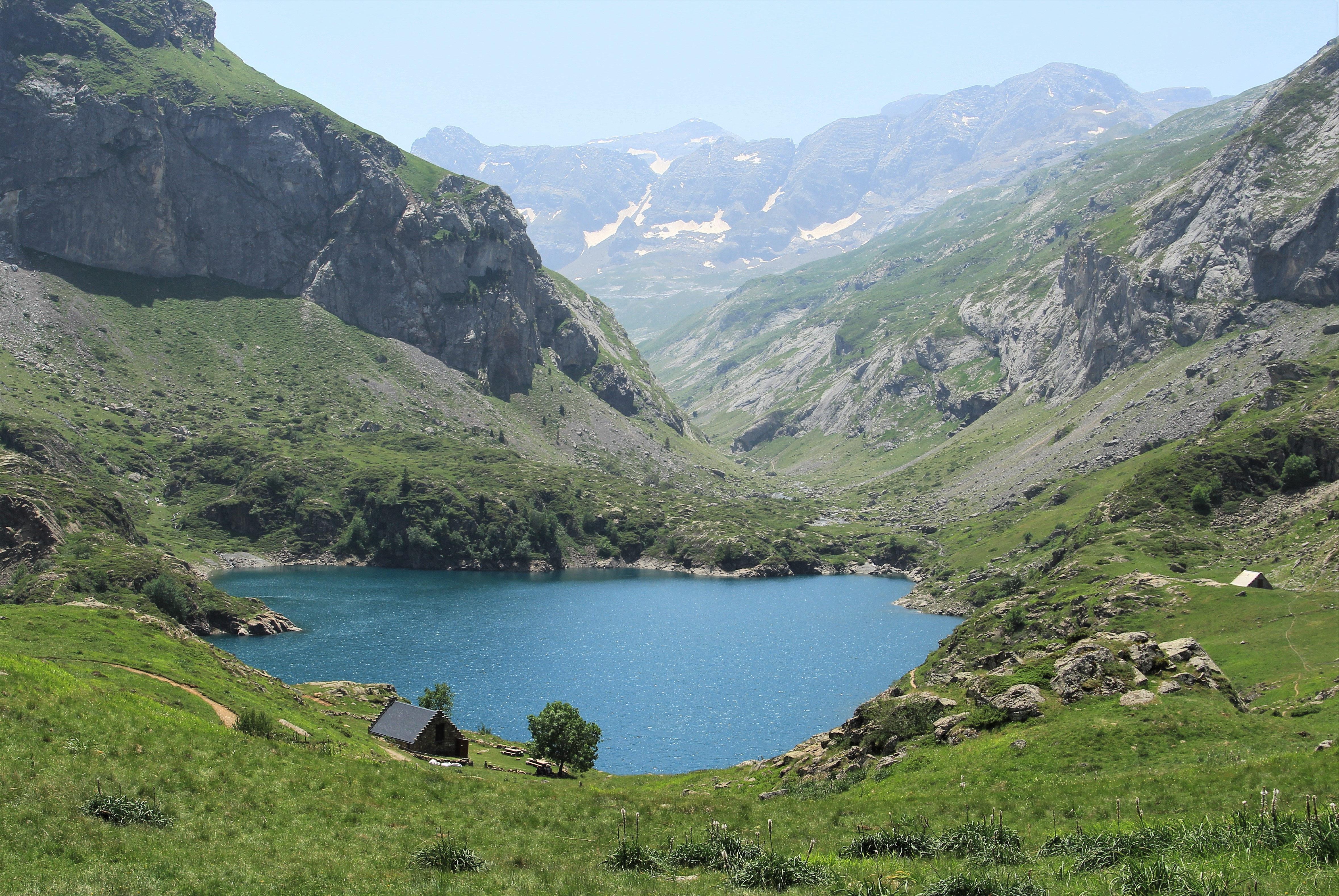
Le lac et cirque d'Estaubé.
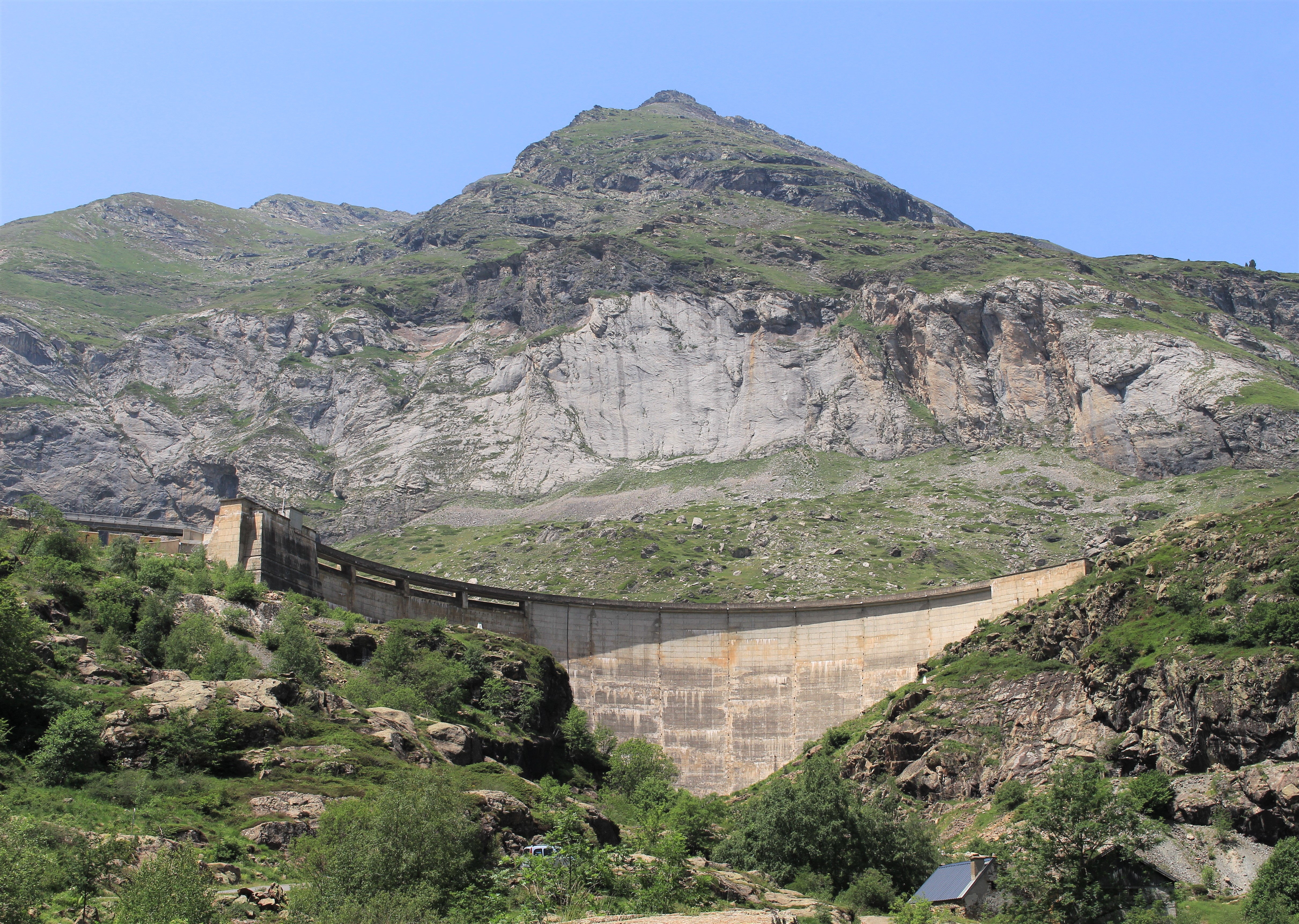
Le barrage.
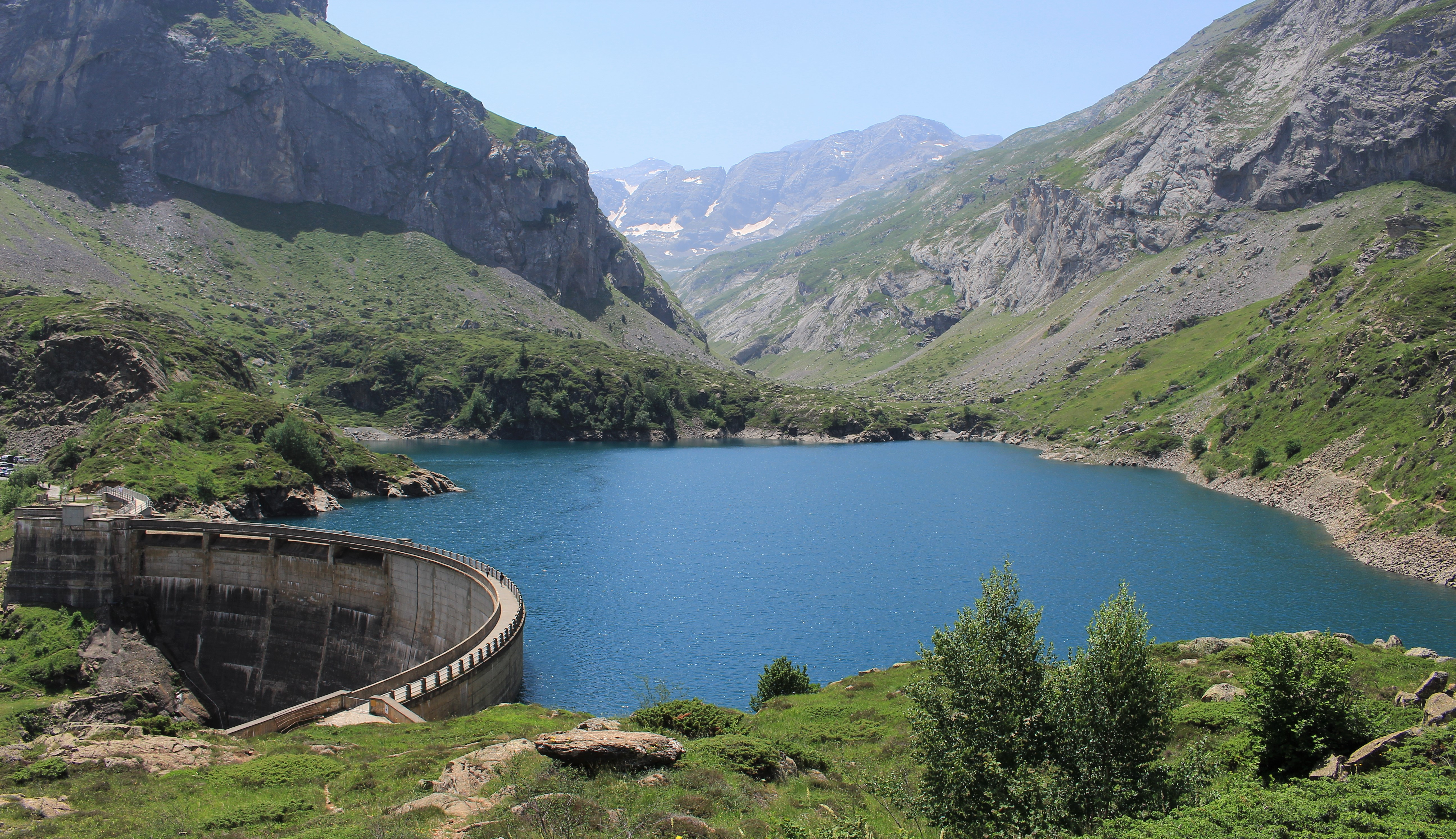
Lac et barrage.